# ASEAN-Japan Forum
Het ASEAN-Japan Forum kwam voor de eerste maal samen in 1977 en heeft als doel de betrekkingen tussen ASEAN en Japan te verdiepen.

## Doel van het ASEAN-Japan Forum
Voor het samenkomen van het eerste ASEAN-Japan Forum waren er reeds economische overlegvergaderingen tussen Japan de Zuidoost-Aziatische ASEAN landen. Aanvankelijk waren dit vergaderingen in verband met de rubberhandel, oftewel het ASEAN-Japan Rubber Forum. Met de komst van de Japanse Fukudadoctrine in de jaren 70 kwamen meer diepgaande samenwerkingsverbanden tussen ASEAN en Japan tot stand. Zo kwam er geregeld overleg tussen de buitenlandministers van ASEAN en Japan via de ASEAN Foreign Ministers Meeting (AFMM). Ook via de ASEAN-Japan Economic Ministers Meeting (AJEMM), met haar eerste zitting in Tokio, kwam er overleg over vooral economische zaken zoals handel, investeringen, technologie overdracht, ontwikkelingshulp en integratie in de wereldhandel.
Een belangrijke formalisering van de betrekking tussen Japan en ASEAN kwam er met de oprichting van het ASEAN-Japan Forum. Dit forum kwam voor de eerste maal samen in 1977 en zette de kroon op de Fukudadoctrine. Het forum kreeg de opdracht de banden tussen ASEAN en Japan te observeren, te evalueren en voorstellen uit te werken. Het doel was en is nog steeds om via de werking van het AJF de banden tussen Japan en ASEAN te versterken op het vlak van industriële ontwikkeling, handel en landbouw.

## Overzicht van de belangrijkste zittingen van het ASEAN-Japan Forum
Eerste zitting van het ASEAN-Japan Forum, 23 maart 1977, Jakarta, Indonesië: Widjojo Nitisastro, minister van Economie, Financiën en Industriële Zaken van Indonesië opende de zitting. Deze bijeenkomst zette een punt achter de formalisering van de samenwerking tussen ASEAN en Japan. Het nieuw gedoopte ASEAN-Japan Forum kreeg de taak om te waken over de samenwerking tussen ASEAN en Japan, ze te hernieuwen, versterken en uit te breiden. Het beginpunt werd gericht op de uitbouw van een betere samenwerking op vlak van industriële ontwikkeling, handel, voeding en landbouw. De Japanse delegatie liet weten dat ze bereid was alles te doen om de weerstand die ASEAN kan bieden te versterken en economische vooruitgang te versnellen. Japan zou de eventuele voorstellen die ASEAN nog op tafel mocht leggen, grondig bestuderen. De delegatie van ASEAN liet tijdens deze zitting ook weten hoe verheugd ze was met de coöperatie van Japan op vlak van het ASEAN-Japan Rubber Forum.
Vijfde zitting van het ASEAN-Japan Forum, 28 tot 30 januari 1982, Jakarta, Indonesië: Radius Prawiro, minister van Handel van Indonesië opende de zitting. Beide partijen spreken af zich te buigen over het probleem dat het grootste deel van de uitvoer van ASEAN naar Japan bestaat uit onverwerkte ruwe grondstoffen. Er zou gewerkt worden om het aandeel van afgewerkte producten in de uitvoer naar Japan te laten toenemen. Er werd ook verder gesproken over de samenwerking op het vlak van de rubberindustrie. Om de Japanse investeringen in Zuidoost-Azië vlotter te laten verlopen, kwamen ASEAN en Japan overeen om op een efficiëntere manier gebruik te maken van de ASEAN Promotion Center on Trade, Investment and Tourism in Tokio. Er werd eveneens gesproken over de mogelijkheid van een relocatie van enkele Japanse bedrijven naar de ASEAN-regio.
Zesde zitting van het ASEAN-Japan Forum, 26 en 27 mei 1983, Tokio, Japan: De zitting werd geopend door Yozo Ishikawa, viceminister van Buitenlandse Zaken van Japan. De invloed die de oliecrisis heeft gehad op de economie van de ASEAN-landen werd toegelicht. Verder drong ASEAN aan op de verdere opening van de Japanse markt om meer afgewerkte producten uit de ASEAN-landen toe te laten. Daarnaast werd er besloten om de samenwerking op vlak van ontwikkeling van wetenschap en technologie verder zou ontwikkeld worden.
Zevende zitting van het ASEAN-Japan Forum, 4 tot 6 oktober 1984, Bali, Indonesië: Ismail Saleh, minister van Buitenlandse Zaken van Indonesië, opende de zitting. Dit was de eerste keer dat het nieuwe ASEAN-lid Brunei deel nam aan het AJF. Japan legde nog eens uit dat ASEAN een belangrijke handelspartner is, en eveneens een belangrijke investeringsmogelijkheid voor Japan. Hoewel Japan uitleg gaf over de maatregelen die het ondertussen had genomen om zijn markten open te stellen, verweet de ASEAN-partij Japan ervan de ware noden van de ASEAN-leden te negeren. Verder drukten ze uit hoe belangrijk het was dat Japan betere maatregelen zou treffen, wilde Japan de economische relaties verder uitbouwen. Ook werd er gepraat over mogelijke toekomstige regelingen betreffende samenwerking op het vlak van landbouw en energie.
Achtste zitting van het ASEAN-Japan Forum, 23 en 24 juli 1986, Tokio, Japan: De zitting werd geopend door minister van Buitenlandse Zaken van Japan, Kimio Fujita. Japan erkende de zware tol die de economische achteruitgang op internationaal niveau had geëist op de ASEAN-landen. Geschrokken door de recente dramatische opwaardering van de yen, werd er gesproken over de mogelijkheden van het verbeteren van de Japanse investeringen in Zuidoost-Azië, de stijging van het aandeel ASEAN-producten in de invoer van Japan, en de aanmoediging van Japans toerisme in Zuidoost-Azië. ASEAN drukte uit dat er meer werk moest worden gemaakt van de opening van de Japanse markt met de nadruk op het verbeteren van de Generalized System of Preferences (GSP), verlaging van tarieven en het verhogen van invoerquota. Japan beloofde plechtig hier werk van te maken.
Negende zitting van het ASEAN-Japan forum, 22 en 23 juli 1987, Malakka, Maleisië: De Eerste Minister van Maleisië, Datuk Seri Abdul Rahim bin Datuk Tamby Chik, opende het forum met een speech waarin hij zei dat ASEAN en Japan reeds een goede basis hadden gelegd voor verdere samenwerking. Hij zag de voortzetting van het forum als een stap in de goede richting voor nog betere ASEAN-Japan relaties. Op de bijeenkomst werd er onder andere gesproken over specifieke handelszaken en primaire handelswaren. ASEAN toonde ook zijn waardering voor de moeite die Japan deed voor de verdere uitbouw van de samenwerking. ASEAN geloofde wel dat Japan nog veel meer in zijn mars had om een grotere betekenis aan de samenwerking te geven. Japan verwees naar een declaratie, van minister van buitenlandse zaken Tadashi Kuranari, met als intentie om uit te zoeken hoe de financiële en technische samenwerking verder kon uitgebreid worden. Voorts werden er meningen gedeeld rond de dalende prijzen, afnemende handel tussen ASEAN en Japan en problemen omtrent de toegang van ASEAN goederen tot de Japanse markt.
Tiende zitting van het ASEAN-Japan forum, 21 en 22 september 1988, Tokio, Japan: Het forum werd geopend door viceminister van buitenlands zaken Takujiro Hamada. Hij opperde dat het ASEAN forum bijdroeg tot een betere verstandhouding tussen Japan en ASEAN en het oplossen van veel problemen. Op de ontmoeting werd een variëteit aan onderwerpen behandeld: de Uruguay-Ronde (Uruguay Round of Multilateral Trade Negotiations), de rol van de privé sector in de economische ontwikkeling, het verbeteren van de marktopenheid (waarbij ASEAN wilde dat het zijn invoerheffingen verlaagde). Net als in het vorig forum uitte ASEAN een diepe waardering voor Japans moeite voor de verbetering van de ASEAN-Japan relatie. In het bijzonder de lancering van het ASEAN-Japan Development Fund (AJDF) en het Japan - ASEAN Comprehensive Exchange Programme (JACEP).
Elfde zitting van het ASEAN-Japan forum, 3 en 4 oktober 1989, Manilla, Filipijnen Afgevaardigde van Japan was Sakutaro Tanino, directeur-generaal van het bureau van Aziatische zaken. Met het lanceren van het International Cooperation Initiative (ICI) zouden de banden met ASEAN nog versterkt worden. Tanino zei dat voor ASEAN het ICI zou neerkomen op concrete voorwaarden en dat de toekomstige ASEAN-Japan Fora konden duiden op verdere opvolging of observatie van het ICI in de ASEAN regio. Japan werd bedankt voor zijn steun aan de ASEAN socio-culturele- en ontwikkelingsprojecten. Op de bijeenkomst werden internationale problemen, de Uruguay-Ronde, handelszaken, zaken in verband met investeringen en handelsgoederen en de culturele samenwerking met ASEAN besproken. Japan erkende het belang van handelsgoederen in de ASEAN economie en was bereid om hieromtrent te onderhandelen, vooral de toegang van half-afgewerkte en afgewerkte goederen uit de ASEAN landen naar Japan bleek een struikelblok. Japan zou zijn best blijven doen om de markt opener te maken voor de ASEAN producten. Tanino haalde aan dat Japan wilde bijdragen, in samenwerking met de ASEAN landen, aan progressieve onderhandelingen zodat er op het einde van 1990 een substantieel akkoord zou bereikt kunnen worden. Japans FDI’s waren het vorige jaar (1988) met 79% gestegen. Japan hoopte deze opwaartse trend te kunnen voortzetten en om meer van zijn bedrijven te kunnen inschakelen in de ASEAN Industrial Joint Ventures (AIJV). Om de stijgende schuldenlast (als gevolg van de stijging van de Yen) van de ODA te drukken besliste Japan om de interestvoet met 1% te laten dalen.
Twaalfde zitting van het ASEAN-Japan forum, 19 en 20 september 1990, Tokio, Japan: lchiji Ishii, viceminister van buitenlandse zaken opende de bijeenkomst met een welkomstwoord. Hij zei dat het ASEAN-Japan Forum een belangrijke rol heeft gespeeld in het bevorderen van een hechte en vriendschappelijke relatie tussen Japan en ASEAN en het oplossen van problemen, zowel bilateraal, regionaal en mondiaal. Sakurato Tanino uitte zijn tevredenheid over de drastische verhoging van de handel en investeringen maar betreurde dat door het onvoldoende begrijpen van elkaars politieke beleid en systeem veel bestaande samenwerkingen niet volledig benut werden. Er werd een overzicht gemaakt van de evoluties in de ASEAN-Japan relatie van het afgelopen jaar, ASEAN dankte Japan voor verschillende bijdragen en zijn ICI’s. Op de bijeenkomst werden internationale problemen, de Uruguay-Ronde, handelszaken, zaken in verband met investeringen en handelsgoederen en de culturele samenwerking met ASEAN besproken. Japan toonde zich bereid om, samen met de ASEAN landen, bij te dragen aan het succes van de Uruguay-Ronde Round of Multilateral Trade Negotiations. ASEAN en Japan herhaalden het belang van de duurzame ontwikkeling van het tropisch regenwoud gebaseerd op de actieve deelneming van direct en indirect betrokken landen en waren zich volledig bewust van de nood aan technische en financiële hulp voor de in ontwikkeling zijnde landen hun beleid en management van het tropisch woud.
Dertiende zitting van het ASEAN-Japan forum, 2 en 3 februari 1993, Tokio, Japan: Plaatsvervangend minister van buitenlandse zaken Koichiro Matsuura leidde de Japanse delegatie. In zijn openingsspeech verklaarde hij dat dit forum een stap verder ging dan de vorige fora omdat er nu ook politieke en veiligheidskwesties op de agenda stonden, een teken van de verbeterde ASEAN-Japan relatie. Met in gedachte de vier toekomstige werkgebieden die premier Miyazawa in januari in Bangkok had verkondigd had hij graag een beleidsgeoriënteerde dialoog gevoerd. In verband met internationale economische zaken waren Japan en ASEAN het eens over het belang van de uitkomst van de Uruguay-Ronde en hun intentie om verder te blijven werken aan het onderhouden van het multilaterale en open handelssysteem, wat de bron is van een dynamische economische ontwikkeling van de regio. ASEAN verklaarde dat het Japan bij het AFTA wilde hebben, waarop Japan plannen voor een ‘AFTA seminarie’ aankondigde. Op de vergadering werd ook gesproken over de recente ontwikkelingen van het NAFTA en de EU, financiële samenwerking en investeringen. In zake politieke en veiligheidskwesties werden volgende punten besproken: de Azië-Pacific regio, de situatie in Oost-Azië, Cambodja en de rol van Japan in de regio. Japan wilde bijdragen aan de regionale veiligheid zonder een militaire macht te worden. Shinroku Morohashi, vicevoorzitter van de AJEC (ASEAN-Japan Economic Council), legde de nadruk op het belang van het ondersteunen van de industrie en het promoten van investeringen door Japanse kleine en middelgrote ondernemingen.
Veertiende zitting van het ASEAN-Japan forum, 18 en 19 januari 1995, Bangkok, Thailand: De bijeenkomst bevestigde nogmaals dat het ASEAN-Japan forum er toe diende om de bestaande goede verstandhouding en samenwerking te versterken. Er werd gepraat over economische zaken, ontwikkelings- en culturele projecten alsook de politieke situatie en regionale veiligheid. ASEAN informeerde Japan over de beslissing van de ASEAN ministers van economische zaken om de opname van Japan in de AFTA tegen 2003, versneld te bewerkstelligen. Dit werd geapprecieerd door Japan en het anticipeerde dat de privésector meer aangetrokken zou zijn tot het potentieel van de AFTA. Het handelsvolume tussen ASEAN en Japan was opvallende gestegen. ASEAN wilde het plafond van het quotum voor verschillende productgroepen verhoogd zien. Japan antwoordde hierop dat het trachtte om het invoeren van ASEAN producten te verhogen en moeite aan het doen was voor een verdere deregulering van de Japanse markt. Chumpol Phornprapha, voorzitter van het AJEC, ijverde voor meer concrete plannen in het ontwikkelen van de ondersteunende industrie en een overdracht van Japanse vaardigheden op gebied van technologie en management. Hij was er ook van overtuigd dat Japan en ASEAN een blauwdruk moesten maken voor toekomstige samenwerking om in te spelen op de globale sociale en economische veranderingen en de steeds competitievere wordende wereldmarkt.